# VR Bank Bad Orb-Gelnhausen

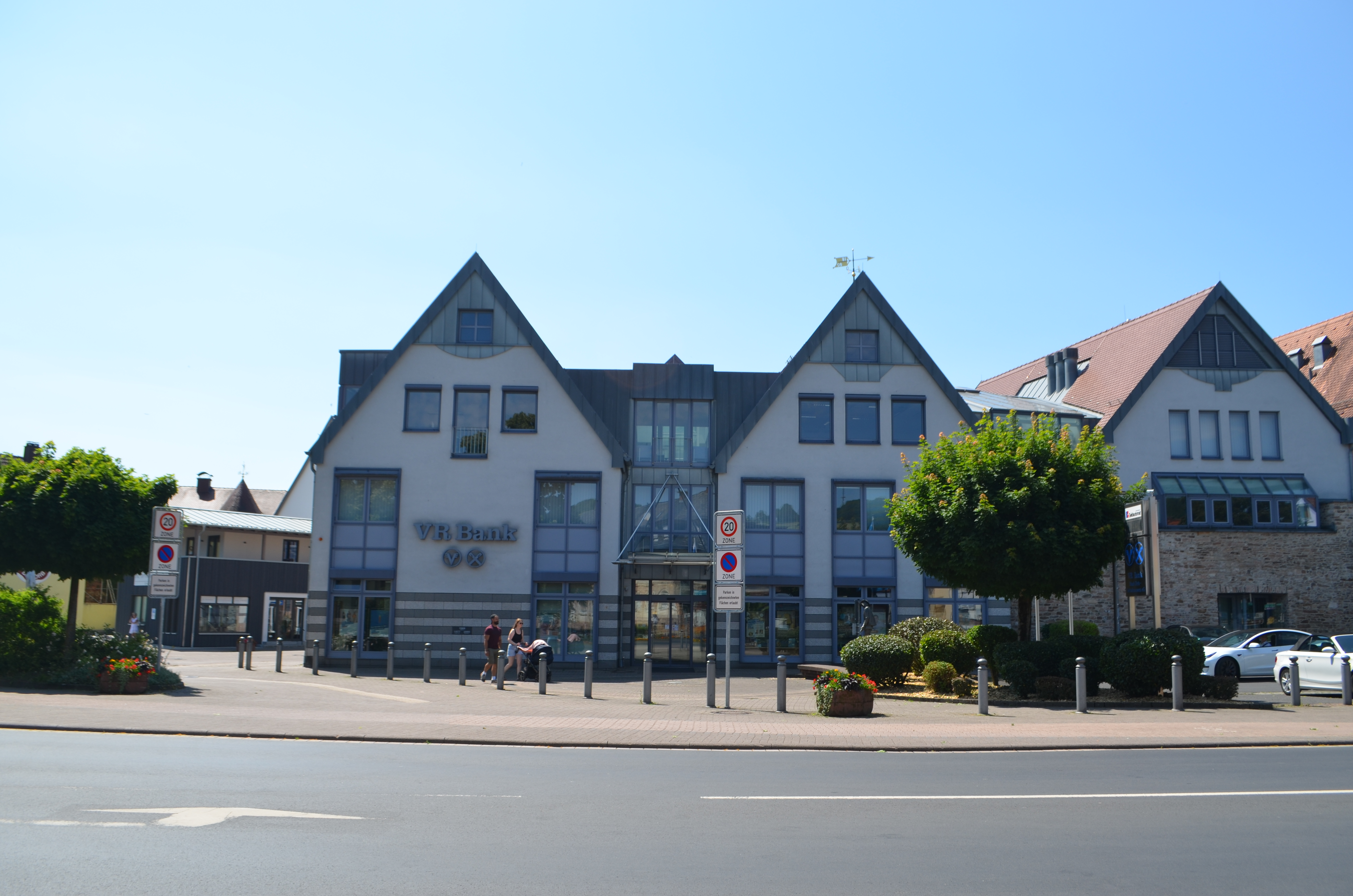
Filiale in Bad Orb

Die VR Bank Bad Orb-Gelnhausen eG ist eine deutsche Genossenschaftsbank mit Sitz in der hessischen Kreisstadt Gelnhausen im Main-Kinzig-Kreis.

## Geschichte
Die Bank führt ihre Anfänge auf den „Vorschuss-Verein zu Gelnhausen“ zurück, der am 8. September 1864 von 32 Gelnhäuser Bürgern gegründet wurde. Seitdem haben sich insgesamt 12 ehemals selbständige Institute oder Kassen-Vereine zur heutigen VR Bank Bad Orb-Gelnhausen eG zusammengefunden.
Folgende Fusionen gab es seit der Gründung:
- 1938 – Fusion des Spar- und Darlehnskassenverein Lieblos eGmuH mit dem Sitz in Lieblos mit dem Spar- und Darlehnskassenverein Niedergründau eGmuH mit dem Sitz in Niedergründau
- 1960 – Fusion der Raiffeisenkasse Roth eGmbH mit dem Sitz in Roth mit der Raiffeisenkasse Lieblos eGmbH
- 1963 – Fusion der Raiffeisenkasse Rothenbergen eGmbH mit dem Sitz in Rothenbergen mit der Raiffeisenkasse Lieblos eGmbH
- 1972 – Fusion der Raiffeisenbank Hailer eGmbH mit dem Sitz in Hailer mit der Volksbank Gelnhausen eGmbH mit dem Sitz in Gelnhausen
- 1972 – Fusion der Raiffeisenkasse Meerholz eGmbH mit dem Sitz in Meerholz mit der Raiffeisenkasse Lieblos eGmbH zur Raiffeisenbank Mittlere Kinzig eGmbH
- 1972 – Fusion der Raiffeisenkasse eGmbH Hain-Gründau mit dem Sitz in Hain-Gründau mit der Raiffeisenbank Mittlere Kinzig eGmbH (der späteren Raiffeisenbank Gelnhausen eG)
- 1992 – Fusion der Raiffeisenbank e.G. Bad Orb mit dem Sitz in Bad Orb mit der Volksbank Bad Orb eG zur VR Bank Bad Orb eG mit dem Sitz in Bad Orb

Im Jahr 1999 fusionierte die Volksbank Gelnhausen eG mit der VR Bank Bad Orb eG zur VR Bank Bad Orb-Gelnhausen eG mit dem Sitz in Bad Orb. Letztmals im Jahr 2001 fusionierte die VR Bank Bad Orb-Gelnhausen eG mit der Raiffeisenbank Gelnhausen eG mit dem Sitz in Gelnhausen zur heutigen VR Bank Bad Orb-Gelnhausen eG.

## Rechtsverhältnisse
Die VR Bank Bad Orb-Gelnhausen eG ist im Genossenschaftsregister beim Amtsgericht Hanau unter GnR 170 eingetragen.

## Organisationsstruktur
Rechtsgrundlagen sind das Genossenschaftsgesetz und die durch die Vertreterversammlung beschlossene Satzung. Organe der Bank sind der Vorstand, der Aufsichtsrat und die Vertreterversammlung.

## Sicherungseinrichtung
Die VR Bank Bad Orb-Gelnhausen eG ist der amtlich anerkannten Sicherungseinrichtung des Bundesverbandes der Deutschen Volksbanken und Raiffeisenbanken GmbH und der zusätzlichen freiwilligen Sicherungseinrichtung des Bundesverbandes der Deutschen Volksbanken und Raiffeisenbanken e.V. angeschlossen.

## Geschäftsausrichtung
Die VR Bank Bad Orb-Gelnhausen eG betreibt das Universalbankgeschäft. Im Verbundgeschäft arbeitet sie mit der DZ Bank, R+V Versicherung, Bausparkasse Schwäbisch Hall, Teambank, VR Leasing, DZ Hyp und der Union Investment zusammen.

## Geschäftsgebiet
Das Geschäftsgebiet liegt im Zentrum des Main-Kinzig-Kreises.
An diesen Orten betreibt die Bank Filialen:
- Gelnhausen (Hauptstelle, jur. Sitz)
- Bad Orb (Geschäftsstelle)
- Lieblos (Geschäftsstelle)
- Meerholz (Geschäftsstelle)
- Rothenbergen (Geschäftsstelle)
- Roth (SB-Geschäftsstelle)
- Hain-Gründau (SB-Geschäftsstelle)